# 北川ひかる
北川 ひかる（きたがわ ひかる、1997年5月10日 - ）は、石川県金沢市出身の女子サッカー選手。イングランドのエヴァートンFC所属。サッカー日本女子代表。ポジションはディフェンダーおよびミッドフィールダー。JFAアカデミー福島5期生。早稲田大学スポーツ科学部卒業。

## 経歴

### ユース
サッカーをやっていた兄の影響と、保育園時代のサッカー教室がきっかけで5歳の時にサッカーを始める。小学校では星稜PELバディと菊川FC Jr.の2クラブに在籍していた。金沢市立泉野小学校出身。
2009年、ナショナルトレセンU-12北信越に選抜され、頭角を現し始める。
JFAアカデミー福島
2010年、小学校卒業と同時にJFAアカデミー福島に入校（5期生）。男子も含めて初の石川県出身のアカデミー生となり、親元を離れ寮生活を送る事になった。同年U-13日本女子選抜に選ばれ、海外遠征に参加した。
2012年12月9日、第34回皇后杯3回戦のアルビレックス新潟レディース戦でスタメン中唯一の中学生ながらフル出場し、1ゴール1アシストの全ゴールに絡む活躍でチームを2-1の勝利へと導いた。中学生と高校生の混成チームがなでしこリーグに所属する社会人チームに勝利した「大番狂わせ」として報道された。
2015年4月、浦和レッズレディースに特別指定選手として入団、なでしこリーグ1部の試合に出場し始める。国内リーグでは2つのチームを掛け持つ過密日程をこなし、JFAアカデミー福島の10番としてチャレンジWESTの得点ランキング1位（9得点）に輝き得点能力の高さを見せつけた。

### シニア
浦和レッズレディース
2016年、早稲田大学に進学し、浦和レッズレディースに正式入団。チームがリーグ開幕から第7節まででわずか「勝ち点1」という創設以来の苦境に陥る中、第8節伊賀戦、第9節千葉戦と連続で決勝点をアシストしてチームの連敗を6で止めると、レギュラーシーズンを中断して行われた6月12日のリーグカップ第2節湯郷ベル戦において、味方のコーナーキックからシュートを決め、なでしこリーグ初ゴールを上げた。
最終的にリーグ戦においては、チームの総得点18のうち10得点に直接絡み、3ゴール4アシスト、ゴール数・シュート数ともにチーム最多、DF登録で出場した選手としてはリーグ最多得点、さらにカップ戦でも2ゴール1アシストするなど、新人SBとしては驚異的な数字を残し、一時はリーグ最下位に落ち込んだ名門チームを降格の危機から救った。
アルビレックス新潟レディース
2018年9月19日、3年半在籍した浦和レッズレディースを離れ、同じなでしこリーグ1部のアルビレックス新潟レディースへ完全移籍する事が発表された。移籍発表当日から練習参加し、5日後のリーグ第12節のセレッソ大阪堺レディース戦でフル出場1アシストすると、その後は最終節まで全試合に出場し、移籍後7試合で1ゴール3アシストを記録、特に第15節の古巣・浦和レッズレディースとの対戦では、1ゴール1アシストと全得点に絡む活躍でチームを勝利へと導いた。
INAC神戸レオネッサ
2023年7月7日、INAC神戸レオネッサへの完全移籍が発表された。INACの新体制発表会見で2年続けてのオファーであったことを明かしている。
パリオリンピック敗退後の2024年8月9日、海外挑戦のためINAC神戸レオネッサを退団することを発表した。
BKヘッケンFF
同年8月19日にスウェーデンの女子1部リーグ・ダームアルスヴェンスカンのBKヘッケンFFへの移籍が発表された。
エヴァートンFC
2025年7月9日、イングランドのウィメンズ・スーパーリーグに所属するエヴァートンFCへの移籍が発表された。

### 代表
U-17日本女子代表
2013年9月、AFC U-16女子選手権（中華人民共和国・南京市）に出場、FWやMFなど複数のポジションをこなし、6得点の活躍でチームの優勝に貢献した。
2014年3月、2014 FIFA U-17女子ワールドカップ（コスタリカ）に出場。この頃から左SBが定位置になる。決勝を除く全ての試合に出場し、大会を通じてわずか1失点の守備陣の要として活躍した（北川が出場していた時間帯での失点はゼロ）。準決勝のベネズエラ戦で相手選手と接触、脳震盪を起こし退場、本人は出場の意志を示したが、ドクターストップにより決勝は欠場を余儀なくされる。優勝が決まった瞬間はピッチに駆け出し仲間を涙で祝福した。
U-19日本女子代表
2015年8月には、AFC U-19女子選手権（中華人民共和国・南京市）に出場、グループリーグ初戦のオーストラリア戦で負傷し、タンカで運び出されるアクシデントに見舞われたが、その後は決勝を含む3試合にフル出場し、北朝鮮との決勝では延長戦でも決着がつかないない中、PK戦の3人目のキッカーとして落ち着いてPKを決め、チームの優勝に貢献した。
日本女子代表（なでしこジャパン）
2017年のアルガルヴェ・カップで初招集されたが、その後定着することは出来なかった。
2024年6月14日、2024年パリオリンピックに出場するなでしこジャパンメンバーに選出された。しかし、同年7月13日、地元である石川の金沢ゴーゴーカレースタジアムで行われたオリンピック壮行試合・ガーナ戦の終盤で右膝の軟骨を負傷し退場。五輪直前での怪我で代表離脱も心配されたがチームには帯同し、7月31日に行われたグループステージ第3戦のナイジェリア戦にようやく先発で復帰を果たすと、前半終了間際に獲得したFKのキッカーを長谷川唯に勧められ、見事に自身のサッカー人生初の直接FKを初出場の五輪の舞台で決めてみせた。

## 選手としての特徴
左足のキックが武器とされる。また、1対1の駆け引きや球際の強さを自身のストロングポイントと挙げているように、ディフェンスにおいて高い対人能力があり、振り切られる事が少ない。またJFAアカデミー福島時代にチーム得点王に輝くなど、FWとしての得点能力も高く、ヘディングでも強さを発揮する。フィジカルと足元の技術に優れており、ドリブル突破して敵陣深くまで上がり、そのままクロスやシュートまで持って行く形を得意としている。DFとしては非常に攻撃参加やアシストが多い選手である。

## 個人成績

### クラブ
| クラブ                       | シーズン     | リーグ                   | 背番号 | リーグ戦 | リーグ戦 | カップ戦 | カップ戦 | リーグ杯 | リーグ杯 | UEFA | UEFA | 合計 | 合計 |
| クラブ                       | シーズン     | リーグ                   | 背番号 | 出場     | 得点     | 出場     | 得点     | 出場     | 得点     | 出場 | 得点 | 出場 | 得点 |
| ---------------------------- | ------------ | ------------------------ | ------ | -------- | -------- | -------- | -------- | -------- | -------- | ---- | ---- | ---- | ---- |
| JFAアカデミー福島            | 2011         | チャレンジEAST           | 26     | 3        | 1        | 0        | 0        | —        | —        | —    | —    | 3    | 1    |
| JFAアカデミー福島            | 2012         | チャレンジ               | 17     | 7        | 1        | 3        | 1        | —        | —        | —    | —    | 10   | 2    |
| JFAアカデミー福島            | 2013         | チャレンジ               | 14     | 18       | 0        | 1        | 1        | —        | —        | —    | —    | 19   | 1    |
| JFAアカデミー福島            | 2014         | チャレンジ               | 7      | 17       | 6        | 2        | 2        | —        | —        | —    | —    | 19   | 8    |
| JFAアカデミー福島            | 2015         | チャレンジWEST           | 10     | 11       | 9        | 1        | 0        | —        | —        | —    | —    | 12   | 9    |
| JFAアカデミー福島            | 通算         | 通算                     | 通算   | 56       | 17       | 7        | 4        | 0        | 0        | 0    | 0    | 63   | 21   |
| 浦和レッズレディース         | 2015         | なでしこ1部              | 28     | 12       | 0        | -        | -        | —        | —        | —    | —    | 12   | 0    |
| 浦和レッズレディース         | 2016         | なでしこ1部              | 15     | 17       | 3        | 1        | 0        | 8        | 2        | —    | —    | 26   | 5    |
| 浦和レッズレディース         | 2017         | なでしこ1部              | 4      | 6        | 1        | 4        | 0        | 6        | 0        | —    | —    | 16   | 1    |
| 浦和レッズレディース         | 2018         | なでしこ1部              | 14     | 8        | 0        | -        | -        | 3        | 0        | —    | —    | 11   | 0    |
| 浦和レッズレディース         | 通算         | 通算                     | 通算   | 43       | 4        | 5        | 0        | 17       | 2        | 0    | 0    | 65   | 6    |
| アルビレックス新潟レディース | 2018         | なでしこ1部              | 24     | 7        | 1        | 3        | 2        | -        | -        | —    | —    | 10   | 3    |
| アルビレックス新潟レディース | 2019         | なでしこ1部              | 24     | 13       | 0        | 2        | 1        | 5        | 0        | —    | —    | 20   | 1    |
| アルビレックス新潟レディース | 2020         | なでしこ1部              | 14     | 18       | 1        | 4        | 0        | —        | —        | —    | —    | 2    | 1    |
| アルビレックス新潟レディース | 2021-22      | WE                       | 14     | 20       | 1        | 2        | 0        | —        | —        | —    | —    | 22   | 1    |
| アルビレックス新潟レディース | 2022-23      | WE                       | 14     | 18       | 0        | 3        | 0        | 5        | 0        | —    | —    | 26   | 0    |
| アルビレックス新潟レディース | 通算         | 通算                     | 通算   | 76       | 3        | 14       | 3        | 10       | 0        | 0    | 0    | 100  | 6    |
| INAC神戸レオネッサ           | 2023-24      | WE                       | 13     | 22       | 6        | 4        | 2        | 5        | 0        | —    | —    | 31   | 8    |
| BKヘッケンFF                 | 2024         | ダームアルスヴェンスカン | 8      | 7        | 1        | -        | -        | —        | —        | 2    | 0    | 9    | 1    |
| BKヘッケンFF                 | 2025         | ダームアルスヴェンスカン | 8      | 10       | 1        | 5        | 2        | —        | —        | -    | -    | 15   | 3    |
| BKヘッケンFF                 | 通算         | 通算                     | 通算   | 17       | 2        | 5        | 2        | 0        | 0        | 2    | 0    | 24   | 4    |
| エヴァートン                 | 2025-26      | WSL                      | 13     |          |          |          |          |          |          | -    | -    |      |      |
| 通算                         | 日本         | 日本                     | 1部    | 141      | 13       | 23       | 5        | 32       | 2        | 0    | 0    | 196  | 20   |
| 通算                         | 日本         | 日本                     | 2部    | 45       | 8        | 6        | 4        | 0        | 0        | 0    | 0    | 51   | 12   |
| 通算                         | 日本         | 日本                     | 3部    | 11       | 9        | 1        | 0        | 0        | 0        | 0    | 0    | 12   | 9    |
| 通算                         | スウェーデン | スウェーデン             | 1部    | 17       | 2        | 5        | 2        | 0        | 0        | 2    | 0    | 24   | 4    |
| 通算                         | イングランド | イングランド             | 1部    |          |          |          |          |          |          |      |      |      |      |
| 総通算                       | 総通算       | 総通算                   | 総通算 | 214      | 32       | 35       | 11       | 32       | 2        | 2    | 0    | 283  | 45   |

1. ↑  特別指定選手

- 日本女子サッカーリーグ
  - 初出場 - 2011年7月17日 チャレンジリーグEAST 第6節 ノルディーア北海道戦 (札幌サッカーアミューズメントパーク)[31]
  - 初得点 - 2011年8月28日 チャレンジリーグEAST 第11節 ノルディーア北海道戦 (御殿場市陸上競技場)[31]

- WEリーグ
  - 初出場 - 2021年9月12日 第1節 AC長野パルセイロ・レディース戦 (デンカビッグスワンスタジアム)[32]
  - 初得点 - 2021年9月12日 第1節 AC長野パルセイロ・レディース戦 (デンカビッグスワンスタジアム)[32]

- ダームアルスヴェンスカン
  - 初出場 - 2024年8月27日 第16節 ローゼンゴード戦 (マルメIP（英語版）)[33]
  - 初得点 - 2024年11月5日 第25節 エーレブルー（英語版）戦 (ブラヴィダ・アレーナ)[33]

- UEFA女子チャンピオンズリーグ
  - 初出場 - 2024年9月18日 UWCL2024-25予選ラウンド2 第1戦  アーセナル戦 (ブラヴィダ・アレーナ)[33]

### 代表
- 2017年3月1日 - 日本代表初出場 -  スペイン戦 (アルガルヴェ・カップ2017)
- 2024年7月31日 - 日本代表初得点 -  ナイジェリア戦 (2024年パリオリンピック)

#### 主な出場大会
- U-17日本代表
  - 2014年 - 2014 FIFA U-17女子ワールドカップ（コスタリカ大会）
- U-20日本代表
  - 2016年 - 2016 FIFA U-20女子ワールドカップ（パプアニューギニア大会）
- 日本女子代表（なでしこジャパン）
  - 2017年 - アルガルヴェ・カップ2017
  - 2022年 - EAFF E-1サッカー選手権2022
  - 2024年 - 2024年パリオリンピック
  - 2025年 - 2025 シービリーブスカップ

#### 試合数
| 日本代表 | 国際Aマッチ | 国際Aマッチ |
| 年       | 出場        | 得点        |
| -------- | ----------- | ----------- |
| 2017     | 5           | 0           |
| 2022     | 1           | 0           |
| 2024     | 8           | 2           |
| 2025     | 7           | 0           |
| 通算     | 21          | 2           |

2025年6月27日現在

#### 出場試合
| 出場試合一覧 | 出場試合一覧   | 出場試合一覧 | 出場試合一覧                               | 出場試合一覧         | 出場試合一覧   | 出場試合一覧       | 出場試合一覧                                                  | 出場試合一覧 |
| #            | 開催日         | 開催都市     | スタジアム                                 | 対戦国               | 結果           | 監督               | 大会                                                          | 出典         |
| ------------ | -------------- | ------------ | ------------------------------------------ | -------------------- | -------------- | ------------------ | ------------------------------------------------------------- | ------------ |
| 1.           | 2017年3月1日   | パルシャル   | ベラ・ヴィスタ市営スタジアム               | スペイン             | ● 1-2          | 高倉麻子           | アルガルヴェ・カップ2017                                      | [ 34 ]       |
| 2.           | 2017年3月3日   | パルシャル   | ベラ・ヴィスタ市営スタジアム               | アイスランド         | ○ 2-0          | 高倉麻子           | アルガルヴェ・カップ2017                                      | [ 35 ]       |
| 3.           | 2017年7月27日  | シアトル     | センチュリーリンク・フィールド             | ブラジル             | △ 1-1          | 高倉麻子           | 2017 トーナメント・オブ・ネーションズ                         | [ 36 ]       |
| 4.           | 2017年7月30日  | サンディエゴ | クアルコム・スタジアム                     | オーストラリア       | ● 2-4          | 高倉麻子           | 2017 トーナメント・オブ・ネーションズ                         | [ 37 ]       |
| 5.           | 2017年8月3日   | カーソン     | スタブハブ・センター                       | アメリカ合衆国       | ● 0-3          | 高倉麻子           | 2017 トーナメント・オブ・ネーションズ                         | [ 38 ]       |
| 6.           | 2022年7月23日  | 鹿嶋         | 茨城県立カシマサッカースタジアム           | チャイニーズタイペイ | ○ 4-1          | 池田太             | EAFF E-1サッカー選手権2022                                    | [ 39 ]       |
| 7.           | 2024年2月28日  | 東京         | 国立競技場                                 | 北朝鮮               | ○ 2-1          | 池田太             | 2024年パリオリンピック・アジア最終予選                        | [ 40 ]       |
| 8.           | 2024年4月9日   | コロンバス   | Lower.comフィールド                        | ブラジル             | ● 1-1 (PK 0-3) | 池田太             | 2024 シービリーブスカップ                                     | [ 41 ]       |
| 9.           | 2024年5月31日  | ムルシア     | エスタディオ・ヌエバ・コンドミーナ         | ニュージーランド     | ○ 2-0          | 池田太             | 国際親善試合                                                  | [ 42 ]       |
| 10.          | 2024年6月3日   | ムルシア     | エスタディオ・ヌエバ・コンドミーナ         | ニュージーランド     | ○ 4-1          | 池田太             | 国際親善試合                                                  | [ 43 ]       |
| 11.          | 2024年7月13日  | 金沢         | 金沢ゴーゴーカレースタジアム               | ガーナ               | ○ 4-0          | 池田太             | MS&ADカップ2024 ～能登半島地震復興支援マッチ がんばろう能登～ | [ 44 ]       |
| 12.          | 2024年7月31日  | ナント       | スタッド・ドゥ・ラ・ボージョワール         | ナイジェリア         | ○ 3-1          | 池田太             | 2024年パリオリンピック                                        | [ 45 ]       |
| 13.          | 2024年8月3日   | パリ         | パルク・デ・プランス                       | アメリカ合衆国       | ● 0-1 (延長)   | 池田太             | 2024年パリオリンピック                                        | [ 46 ]       |
| 14.          | 2024年10月26日 | 東京         | 国立競技場                                 | 韓国                 | ○ 4-0          | 佐々木則夫         | MIZUHO BLUE DREAM MATCH 2024                                  | [ 47 ]       |
| 15.          | 2025年2月20日  | ヒューストン | シェル・エナジー・スタジアム               | オーストラリア       | ○ 4-0          | ニルス・ニールセン | 2025 シービリーブスカップ                                     | [ 48 ]       |
| 16.          | 2025年2月23日  | グレンデール | ステートファーム・スタジアム               | コロンビア           | ○ 4-1          | ニルス・ニールセン | 2025 シービリーブスカップ                                     | [ 49 ]       |
| 17.          | 2025年2月27日  | サンディエゴ | スナップドラゴン・スタジアム               | アメリカ合衆国       | ○ 2-1          | ニルス・ニールセン | 2025 シービリーブスカップ                                     | [ 50 ]       |
| 18.          | 2025年4月6日   | 大阪         | ヨドコウ桜スタジアム                       | コロンビア           | △ 1-1          | ニルス・ニールセン | 国際親善試合                                                  | [ 51 ]       |
| 19.          | 2025年5月31日  | サンパウロ   | ネオ・キミカ・アレーナ                     | ブラジル             | ● 1-3          | ニルス・ニールセン | 国際親善試合                                                  | [ 52 ]       |
| 20.          | 2025年6月3日   | サンパウロ   | エスタディオ・シセロ・デ・ソウザ・マルケス | ブラジル             | ● 1-2          | ニルス・ニールセン | 国際親善試合                                                  | [ 53 ]       |
| 21.          | 2025年6月27日  | マドリード   | エスタディオ・ムニシパル・デ・ブタルケ     | スペイン             | ● 1-3          | ニルス・ニールセン | 国際親善試合                                                  | [ 54 ]       |

#### ゴール
| ゴール一覧 | ゴール一覧     | ゴール一覧 | ゴール一覧                         | ゴール一覧   | ゴール一覧 | ゴール一覧 | ゴール一覧                   | ゴール一覧 |
| #          | 開催日         | 開催都市   | スタジアム                         | 対戦国       | 結果       | 監督       | 大会                         | 出典       |
| ---------- | -------------- | ---------- | ---------------------------------- | ------------ | ---------- | ---------- | ---------------------------- | ---------- |
| 1.         | 2024年7月31日  | ナント     | スタッド・ドゥ・ラ・ボージョワール | ナイジェリア | ○ 3-1      | 池田太     | 2024年パリオリンピック       | [ 55 ]     |
| 2.         | 2024年10月26日 | 東京       | 国立競技場                         | 韓国         | ○ 4-0      | 佐々木則夫 | MIZUHO BLUE DREAM MATCH 2024 | [ 56 ]     |

## タイトル

### クラブ
- INAC神戸レオネッサ
  - 皇后杯 JFA 全日本女子サッカー選手権大会: 1回 (2023)

### 代表
- U-17日本女子代表
  - AFC U-16女子選手権: 1回 (2013)
  - FIFA U-17女子ワールドカップ: 1回 (2014)

- U-19日本女子代表
  - AFC U-19女子選手権: 1回 (2015)

- 日本女子代表(なでしこジャパン)
  - EAFF E-1サッカー選手権: 1回 (2022)
  - シービリーブスカップ: 1回 (2025)

### 個人
- WEリーグ
  - ベストイレブン: 1回 (2023-24)
  - 優秀選手賞: 1回 (2023-24)